# Bragi Þorfinnsson
Bragi Þorfinnsson (ur. 10 kwietnia 1981 w Reykjavíku) – islandzki szachista, arcymistrz od czerwca 2013 roku.

## Kariera
Bragi zdobył tutuł mistrz międzynarodowego w 2003 roku. Osiągnął również ranking ELO wynoszący 2500. W kwietniu 2018 Międzynarodowa Federacja Szachowa przyznała mu tytuł arcymistrza, stojąc się jedenastym i – w wieku 36 lat – najstarszym Islandczykiem, który zdobył ten tytuł.

## Życie osobiste
Bragi jest młodszym bratem szachisty i dziennikarza Björn Þorfinnssona. Bragi nie jest zawodowym szachistą i pracuje na pełen etat jako nauczyciel. Jest żonaty i ma troje dzieci.